# Gibourne
Gibourne ist eine französische Gemeinde mit 103 Einwohnern (Stand: 1. Januar 2022) im Département Charente-Maritime in der Region Nouvelle-Aquitaine (vor 2016: Poitou-Charentes); sie gehört zum Arrondissement Saint-Jean-d’Angély und zum Kanton Matha. Die Einwohner werden Gibournais und Gibournaises genannt.

## Geographie
Gibourne liegt etwa 75 Kilometer ostsüdöstlich von La Rochelle in der Saintonge. Umgeben wird Gibourne von den Nachbargemeinden Cherbonnières im Norden und Nordwesten, Loiré-sur-Nie im Norden und Nordosten, Le Gicq im Osten, Les Touches-de-Périgny im Südosten, Bagnizeau im Süden, La Brousse im Südwesten sowie Saint-Martin-de-Juillers im Westen.

## Bevölkerungsentwicklung
| Jahr                       | 1962 | 1968 | 1975 | 1982 | 1990 | 1999 | 2006 | 2017 | 2019 |
| Einwohner                  | 180  | 168  | 157  | 138  | 138  | 118  | 114  | 112  | 107  |
| Quellen: Cassini und INSEE |      |      |      |      |      |      |      |      |      |

## Sehenswürdigkeiten
- Kirche Notre-Dame

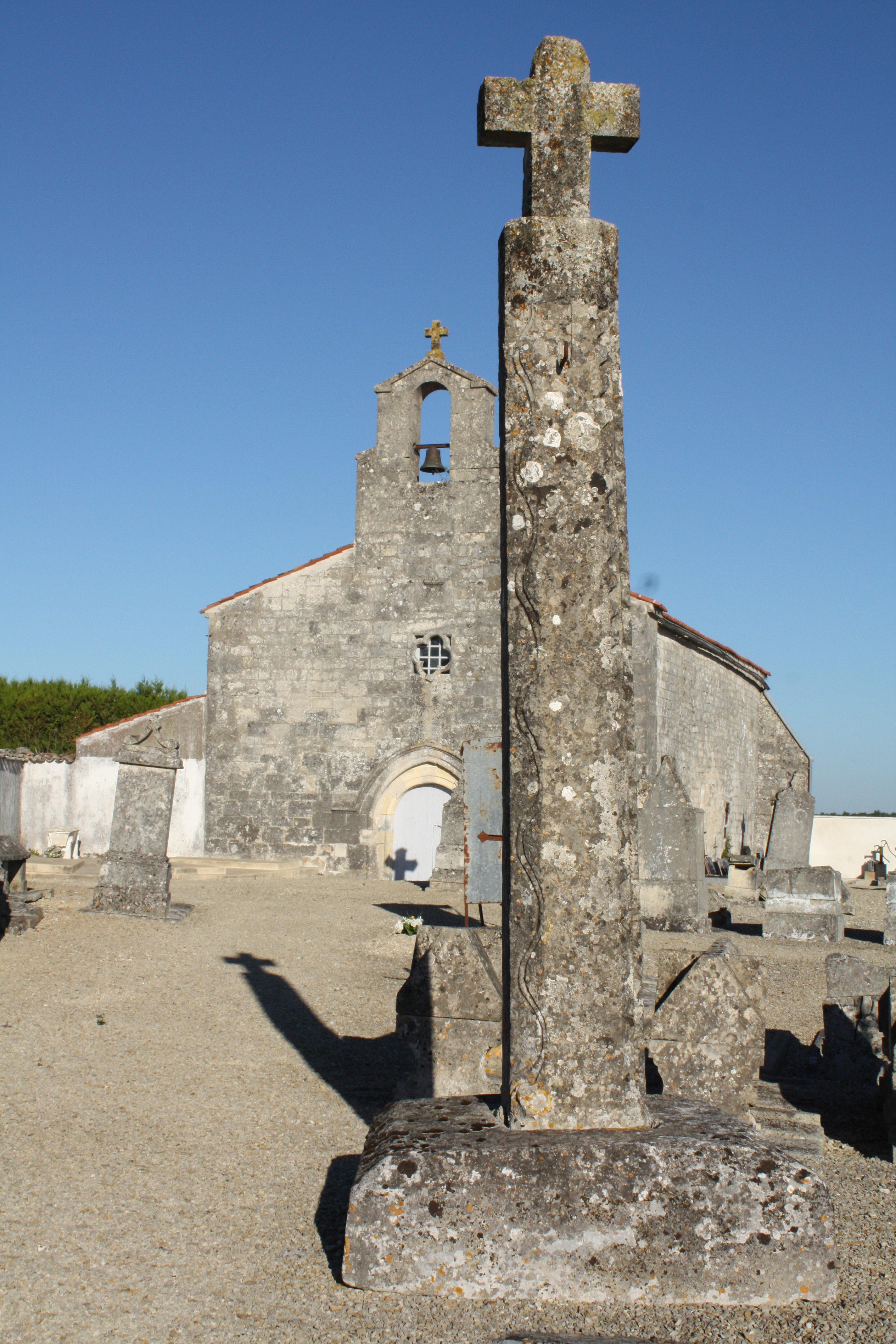
Hosianna-Kreuz

- Hosianna-Kreuz aus dem 12. Jahrhundert, seit 1949 als Monument historique eingeschrieben